# Rhitymna simoni
Rhitymna simoni là một loài nhện trong họ Sparassidae.
Loài này thuộc chi Rhitymna. Rhitymna simoni được Peter Jäger miêu tả năm 2003.